# Emil Kostadinov
Emil Kostadinov (på bulgarsk: Емил Костадинов) (født 12. august 1967 i Sofia, Bulgarien) er en tidligere bulgarsk fodboldspiller, der spillede som angriber hos flere europæiske klubber, samt for Bulgariens landshold. Af hans klubber kan blandt andet nævnes portugisiske FC Porto, spanske Deportivo La Coruña samt FC Bayern München i Tyskland.

## Landshold
Kostadinov spillede i årene mellem 1988 og 1998 70 kampe for Bulgariens landshold, hvori han scorede 26 mål. Han deltog blandt andet ved både VM i 1994 og VM i 1998, hvor han i førstnævnte var med til at føre holdet helt frem til semifinalerne. Desuden var han en del af landets trup til EM i 1996.
Kostadinov blev verdensberømt i fodboldverdenen den 17. november 1993, da det bulgarske landshold i den sidste kvalifikationskamp til VM i 1994 stod overfor en næsten umulig opgave – da kravet for kvalifikation til slutrunden var en sejr på udebane i Paris over Frankrigs verdensstjerner. Efter at franskmændene havde bragt sig foran, og tingene syntes afklarede, scorede Kostadinov to mål, hvoraf det afgørende til 2-1 blev scoret præcis da måltavlen i Paris viste 89 minutter og 59 sekunder. Bulgarerne var dermed klar til VM, hvor de sluttede som nr. 4, mens franskmændene var ude.